# Gálic
A gálicok szulfátiont (SO4-) tartalmazó vegyületek. Zay Sámuel a kénsavas sókat általánosan gálic-sók-nak nevezi, a kénsavat pedig gálic-savanyuság-nak.

## Jellemzők
A gálicok szulfátiont tartalmaznak, és emellett általában 6 kristályvizet. Kivétel ez alól pl. a rézgálic, melynek kristályvizes alakja CuSO4·5 H2O.

## Fontosabb gálicok
Vasgálic
Elnevezése vas(II)-szulfát, képlete [Fe(H2O)6]SO4 · H2O. Triviális néven vas-szulfátnak nevezzük, de szinonimája a ferro-szulfát, vasgálic, zöldvitriol, vasvitriol, melanterit és a szomolnokit.
A vas(II)-szulfát heptahirdátja valójában akvakomplexnek tekinthető. A kristályrácsában a központi vasatomhoz hat vízmolekula koordinálódik oktaéderes elrendeződésben. A hetedik vízmolekula a szulfátanion (SO2−4) egyik oxigénatomjához kapcsolódik hidrogénkötéssel. Ezért a vegyület képlete pontosabban: [Fe(H2O)6]SO4 · H2O.
Rézgálic
Elnevezése réz(II)-szulfát, képlete [CuSO4·5H2O]. Hétköznapi elnevezései: réz-szulfát, kékkő, rézgálic, kékgálic.
Kék színű kristályokat alkot, innét ered a kékkő elnevezés. A kristályvízmentes forma vegytisztán fehér por, a technikai tisztaságú a szennyeződéstől függően szürkésfehér, esetleg halványzöld. A vízmentes formák újra kék színűvé válnak a vízfelvétel során.
Fehérgálic
Elnevezése cink(II)-szulfát, képlete ZnSO4 · 7H2O. Egyéb elnevezései: cinkvitriol
Rendszerint a heptrahidrátja kerül forgalomba, amely fehér por, vagy színtelen, átlátszó kristályokat alkot. Hevítésekor legelőször megolvad, később fokozatosan vizet veszít (a heptahidrát hexahidráttá alakul), a hexahidrát további vizet veszít, monohidrát keletkezik, majd a monohidrát is elveszíti kristályvizét, így végül cink-oxidra és kén-trioxidra bomlik. Kettős sókat alkot alkáli-szulfátokkal. Természetben ásványként is megtalálható : cinkoxit, goslarit.